# Torneo Apertura 2020-21 Liga de Plata
El Torneo Apertura 2020 fue la edición 92.° del campeonato de liga de la Segunda División del fútbol salvadoreño, que inició la temporada 2020-21.
Como novedades, se destaca que a partir del Apertura 2020, el Brujos de Izalco, vendió la franquicia al Destroyer.
Otra de las novedades cinco clubes (11 Lobos, Racing Junior, Gerardo Barrios, Topiltzín y El Vencedor) de la liga no participarán esta temporada debido a no tener suficiente dinero para los protocolos de bioseguridad.
El otro cambio se destaca que a partir del Apertura 2020, Asociación Deportiva Juayúa, pasa a llamarse Municipal Fútbol Club y mantendrá su sede en Juayúa.
El equipo Platense se proclamó campeón del Apertura tras vencer a Destroyer en las final.

## Formato de competencia
El torneo del Liga de Ascenso, está conformado en dos partes:
- Fase de clasificación: Se integra por las 14 jornadas del torneo.
- Fase final: Se integra por los partidos de cuartos de final, semifinal y final.

### Fase de clasificación
En la fase de clasificación se observará el sistema de puntos. La ubicación en la tabla general está sujeta a lo siguiente:
- Por juego ganado se obtendrán tres puntos.
- Por juego empatado se obtendrá un punto.
- Por juego perdido no se otorgan puntos.

En esta fase participan los 14 clubes de la Liga de Ascenso jugando en cada torneo 14 jornadas respectivas, a visita recíproca según el grupo que pertenece.
El orden de los clubes al final de la fase de calificación del torneo corresponderá a la suma de los puntos obtenidos por cada uno de ellos y se presentará en forma descendente. Si al finalizar las 14 jornadas del torneo, dos o más clubes estuviesen empatados en puntos, su posición en la tabla general será determinada atendiendo a los siguientes criterios de desempate:
1. Mayor diferencia positiva general de goles. Este resultado se obtiene mediante la sumatoria de los goles anotados a todos los rivales, en cada campeonato menos los goles recibidos de estos.
2. Mayor cantidad de goles a favor, anotados a todos los rivales dentro de la misma competencia.
3. Mejor puntuación particular que hayan conseguido en las confrontaciones particulares entre ellos mismos.
4. Mayor diferencia positiva particular de goles, la cual se obtiene sumando los goles de los equipos empatados y restándole los goles recibidos.
5. Mayor cantidad de goles a favor que hayan conseguido en las confrontaciones entre ellos mismos.
6. Como última alternativa, el comité de competición realizaría un sorteo para el desempate.

### Fase final
Los ocho clubes calificados para esta fase del torneo serán reubicados de acuerdo con el lugar que ocupen en la tabla general al término de la jornada 14, con el puesto del número uno al club mejor clasificado, y así hasta el número cuatro de cada grupo. Los partidos a esta fase se desarrollarán a visita, en las siguientes etapas:
- Cuartos de final
- Semifinales
- Final

Los clubes vencedores en los partidos de cuartos de final y semifinal serán aquellos que en los dos juegos anoten el mayor número de goles. De existir empate en el número de goles anotados, se observará la posición de los clubes en la tabla general de clasificación.
El club vencedor de la final y por lo tanto campeón, será aquel que en los dos partidos anote el mayor número de goles. Si al término del tiempo reglamentario el partido está empatado, se agregarán dos tiempos extras de 15 minutos cada uno. De persistir el empate en estos periodos, se procederá a lanzar tiros penales hasta que resulte un vencedor.

Los partidos de cuartos de final se jugarán de la siguiente manera:
En las semifinales participarán los cuatro clubes vencedores de cuartos de final, enfrentándose:
Disputarán el título de campeón del Torneo de Apertura, los dos clubes vencedores de la fase semifinal correspondiente, reubicándolos del uno al dos, de acuerdo a su mejor posición en la tabla general de clasificación.

## Equipos participantes

### Equipos por departamento
| Departamento | N.º | Equipos                               |
| ------------ | --- | ------------------------------------- |
| San Miguel   | 3   | Cacahuatique, Dragón y Liberal        |
| San Salvador | 3   | Ilopaneco, Marte Soyapango y Vendaval |
| La Libertad  | 2   | Destroyer y San Pablo Municipal       |
| Santa Ana    | 2   | Santa Rosa Guachipilín y Titán        |
| La Paz       | 1   | Platense                              |
| Morazán      | 1   | Fuerte San Francisco                  |
| Sonsonate    | 1   | Municipal                             |
| Usulután     | 1   | Aspirante                             |

### Información de los equipos
| Equipos                                     | Ciudad                 | Entrenador         | Estadio                           | Capacidad |
| ------------------------------------------- | ---------------------- | ------------------ | --------------------------------- | --------- |
| Club Deportivo Aspirante                    | Jucuapa                | Jorge Calles       | Municipal de Jucuapa              | 5 000     |
| Club Deportivo Cacahuatique                 | Ciudad Barrios         | Marvin Hernández   | Cancha Centro Ecológico El Amaton | - ---     |
| Club Deportivo Dragón                       | San Miguel             | Desconocido        | José Eliseo Reyes                 | - ---     |
| Asociación Deportiva Destroyer              | Puerto de La Libertad  | Juan Ramón Paredes | Chinama                           | 1 600     |
| Club Deportivo Fuerte San Francisco         | San Francisco Gotera   | David Omar Sevilla | Luis Amílcar Moreno               | 4 000     |
| Club Deportivo Ilopaneco                    | Ilopango               | Ricardo García     | Azteca                            | - ---     |
| Club Deportivo Liberal                      | Quelepa                | Desconocido        | Municipal de Quelepa              | 2 000     |
| Municipal Fútbol Club                       | Juayúa                 | Rubén Alonso       | Municipal de Nahuizalco           | - ---     |
| Club Deportivo Marte Soyapango              | Soyapango              | Rudy Cedillos      | Cancha Jorgito Meléndez           | 3 000     |
| Club Deportivo Platense                     | Zacatecoluca           | Guillermo Rivera   | Topiltzín de Jiquilisco           | 2 500     |
| Club Deportivo San Pablo Municipal          | San Pablo Tacachico    | Wilber Aguilar     | Cancha Municipal Valle Meza       | 5 000     |
| Asociación Deportiva Santa Rosa Guachipilín | Santa Rosa Guachipilín | Samuel Maldonado   | José Hernández                    | - ---     |
| Club Deportivo Titán                        | Texistepeque           | Edgar Batres       | Titán                             | - ---     |
| Club Social y Deportivo Vendaval            | Apopa                  | Byron Álvarez      | Joaquín Gutiérrez                 | 5 000     |

## Tabla de posiciones

### Grupo occidente
| Equipo                  | Pts | PJ | PG | PE | PP | Dif |
| ----------------------- | --- | -- | -- | -- | -- | --- |
| Destroyer (C)           | 31  | 12 | 10 | 1  | 1  | +14 |
| Marte Soyapango (C)     | 22  | 12 | 7  | 1  | 4  | +8  |
| San Pablo Municipal (C) | 18  | 12 | 6  | 0  | 6  | 0   |
| Titán (C)               | 17  | 12 | 5  | 2  | 5  | +2  |
| Santa Rosa Guachipilín  | 13  | 12 | 4  | 1  | 7  | -2  |
| Municipal               | 13  | 12 | 4  | 1  | 7  | -8  |
| Vendaval                | 9   | 12 | 3  | 0  | 9  | -14 |

### Grupo oriente
| Equipo                   | Pts | PJ | PG | PE | PP | Dif |
| ------------------------ | --- | -- | -- | -- | -- | --- |
| Platense (C)             | 27  | 12 | 8  | 3  | 1  | +18 |
| Cacahuatique (C)         | 21  | 12 | 5  | 6  | 1  | +8  |
| Fuerte San Francisco (C) | 18  | 12 | 5  | 3  | 4  | +6  |
| Aspirante (C)            | 17  | 12 | 5  | 3  | 4  | 0   |
| Liberal                  | 13  | 12 | 3  | 4  | 5  | -4  |
| Dragón                   | 11  | 12 | 3  | 2  | 7  | -14 |
| Ilopaneco                | 6   | 12 | 1  | 3  | 8  | -13 |

## Fechas
- Los horarios son correspondientes al tiempo de El Salvador (UTC-6).

### Grupo occidente
| Jornada 1           | Jornada 1 | Jornada 1              | Jornada 1  | Jornada 1     | Jornada 1 |
| Local               | Resultado | Visitante              | Estadio    | Fecha         | Hora      |
| ------------------- | --------- | ---------------------- | ---------- | ------------- | --------- |
| San Pablo Municipal | 4 - 3     | Santa Rosa Guachipilín | Valle Meza | 19 de octubre | 14:30     |
| Titán               | 1 - 1     | Marte Soyapango        | Titán      | 19 de octubre | 15:00     |
| Destroyer           | 4 - 1     | Vendaval               | Chilama    | 19 de octubre | 15:00     |
| Descanso: Municipal |           |                        |            |               |           |

| Jornada 2              | Jornada 2 | Jornada 2           | Jornada 2         | Jornada 2     | Jornada 2 |
| Local                  | Resultado | Visitante           | Estadio           | Fecha         | Hora      |
| ---------------------- | --------- | ------------------- | ----------------- | ------------- | --------- |
| Santa Rosa Guachipilín | 1 - 0     | Titán               | José Hernández    | 24 de octubre | 15:00     |
| Marte Soyapango        | 1 - 0     | Municipal           | Jorgito Meléndez  | 24 de octubre | 15:00     |
| Vendaval               | 3 - 4     | San Pablo Municipal | Joaquín Gutiérrez | 25 de octubre | 10:30     |
| Descanso: Destroyer    |           |                     |                   |               |           |

| Jornada 3           | Jornada 3 | Jornada 3              | Jornada 3               | Jornada 3      | Jornada 3 |
| Local               | Resultado | Visitante              | Estadio                 | Fecha          | Hora      |
| ------------------- | --------- | ---------------------- | ----------------------- | -------------- | --------- |
| Municipal           | 3 - 2     | Vendaval               | Municipal de Nahuizalco | 31 de octubre  | 14:30     |
| San Pablo Municipal | 1 - 0     | Marte Soyapango        | Valle Meza              | 1 de noviembre | 14:30     |
| Destroyer           | 6 - 5     | Santa Rosa Guachipilín | Chilama                 | 1 de noviembre | 15:00     |
| Descanso: Titán     |           |                        |                         |                |           |

| Jornada 4                     | Jornada 4 | Jornada 4 | Jornada 4         | Jornada 4       | Jornada 4 |
| Local                         | Resultado | Visitante | Estadio           | Fecha           | Hora      |
| ----------------------------- | --------- | --------- | ----------------- | --------------- | --------- |
| Santa Rosa Guachipilín        | 1 - 2     | Municipal | José Hernández    | 25 de noviembre | 15:00     |
| Marte Soyapango               | 0 - 1     | Destroyer | Jorgito Meléndez  | 25 de noviembre | 15:00     |
| Vendaval                      | 0 - 3     | Titán     | Joaquín Gutiérrez | 25 de noviembre | 16:00     |
| Descanso: San Pablo Municipal |           |           |                   |                 |           |

| Jornada 5                 | Jornada 5 | Jornada 5              | Jornada 5               | Jornada 5       | Jornada 5 |
| Local                     | Resultado | Visitante              | Estadio                 | Fecha           | Hora      |
| ------------------------- | --------- | ---------------------- | ----------------------- | --------------- | --------- |
| Vendaval                  | 0 - 1     | Santa Rosa Guachipilín | Joaquín Gutiérrez       | 15 de noviembre | 10:30     |
| Municipal                 | 1 - 3     | Titán                  | Municipal de Nahuizalco | 15 de noviembre | 15:00     |
| Destroyer                 | 4 - 3     | San Pablo Municipal    | Chilama                 | 15 de noviembre | 15:00     |
| Descanso: Marte Soyapango |           |                        |                         |                 |           |

| Jornada 6              | Jornada 6 | Jornada 6       | Jornada 6               | Jornada 6       | Jornada 6 |
| Local                  | Resultado | Visitante       | Estadio                 | Fecha           | Hora      |
| ---------------------- | --------- | --------------- | ----------------------- | --------------- | --------- |
| San Pablo Municipal    | 2 - 0     | Titán           | Valle Meza              | 19 de noviembre | 15:00     |
| Municipal              | 1 - 2     | Destroyer       | Municipal de Nahuizalco | 19 de noviembre | 15:00     |
| Santa Rosa Guachipilín | 2 - 3     | Marte Soyapango | José Hernández          | 19 de noviembre | 15:00     |
| Descanso: Vendaval     |           |                 |                         |                 |           |

| Jornada 7                        | Jornada 7 | Jornada 7           | Jornada 7               | Jornada 7       | Jornada 7 |
| Local                            | Resultado | Visitante           | Estadio                 | Fecha           | Hora      |
| -------------------------------- | --------- | ------------------- | ----------------------- | --------------- | --------- |
| Vendaval                         | 2 - 1     | Marte Soyapango     | Joaquín Gutiérrez       | 22 de noviembre | 15:00     |
| Municipal                        | 2 - 1     | San Pablo Municipal | Municipal de Nahuizalco | 22 de noviembre | 15:00     |
| Titán                            | 1 - 2     | Destroyer           | Titán                   | 22 de noviembre | 15:00     |
| Descanso: Santa Rosa Guachipilín |           |                     |                         |                 |           |

| Jornada 8              | Jornada 8 | Jornada 8           | Jornada 8         | Jornada 8       | Jornada 8 |
| Local                  | Resultado | Visitante           | Estadio           | Fecha           | Hora      |
| ---------------------- | --------- | ------------------- | ----------------- | --------------- | --------- |
| Santa Rosa Guachipilín | 3 - 0     | San Pablo Municipal | José Hernández    | 28 de noviembre | 15:00     |
| Vendaval               | 1 - 2     | Destroyer           | Joaquín Gutiérrez | 29 de noviembre | 15:00     |
| Marte Soyapango        | 5 - 4     | Titán               | Jorgito Meléndez  | 29 de noviembre | 15:00     |
| Descanso: Municipal    |           |                     |                   |                 |           |

| Jornada 9           | Jornada 9 | Jornada 9              | Jornada 9               | Jornada 9      | Jornada 9 |
| Local               | Resultado | Visitante              | Estadio                 | Fecha          | Hora      |
| ------------------- | --------- | ---------------------- | ----------------------- | -------------- | --------- |
| San Pablo Municipal | 0 - 1     | Vendaval               | Valle Meza              | 6 de diciembre | 14:30     |
| Municipal           | 0 - 1     | Marte Soyapango        | Municipal de Nahuizalco | 6 de diciembre | 15:00     |
| Titán               | 4 - 3     | Santa Rosa Guachipilín | Titán                   | 6 de diciembre | 15:00     |
| Descanso: Destroyer |           |                        |                         |                |           |

| Jornada 10             | Jornada 10 | Jornada 10          | Jornada 10        | Jornada 10      | Jornada 10 |
| Local                  | Resultado  | Visitante           | Estadio           | Fecha           | Hora       |
| ---------------------- | ---------- | ------------------- | ----------------- | --------------- | ---------- |
| Santa Rosa Guachipilín | 1 - 1      | Destroyer           | José Hernández    | 12 de diciembre | 15:00      |
| Marte Soyapango        | 1 - 0      | San Pablo Municipal | Jorgito Meléndez  | 12 de diciembre | 15:00      |
| Vendaval               | 3 - 1      | Municipal           | Joaquín Gutiérrez | 13 de diciembre | 15:00      |
| Descanso: Titán        |            |                     |                   |                 |            |

| Jornada 11                    | Jornada 11 | Jornada 11             | Jornada 11              | Jornada 11      | Jornada 11 |
| Local                         | Resultado  | Visitante              | Estadio                 | Fecha           | Hora       |
| ----------------------------- | ---------- | ---------------------- | ----------------------- | --------------- | ---------- |
| Municipal                     | 2 - 1      | Santa Rosa Guachipilín | Municipal de Nahuizalco | 16 de diciembre | 15:00      |
| Titán                         | 1 - 0      | Vendaval               | Titán                   | 16 de diciembre | 15:00      |
| Destroyer                     | 2 - 0      | Marte Soyapango        | Chilama                 | 16 de diciembre | 15:00      |
| Descanso: San Pablo Municipal |            |                        |                         |                 |            |

| Jornada 12                | Jornada 12 | Jornada 12 | Jornada 12     | Jornada 12      | Jornada 12 |
| Local                     | Resultado  | Visitante  | Estadio        | Fecha           | Hora       |
| ------------------------- | ---------- | ---------- | -------------- | --------------- | ---------- |
| Santa Rosa Guachipilín    | 4 - 2      | Vendaval   | José Hernández | 19 de diciembre | 15:00      |
| San Pablo Municipal       | 2 - 1      | Destroyer  | Valle Meza     | 20 de diciembre | 14:30      |
| Titán                     | 0 - 0      | Municipal  | Titán          | 20 de diciembre | 15:00      |
| Descanso: Marte Soyapango |            |            |                |                 |            |

| Jornada 13         | Jornada 13 | Jornada 13             | Jornada 13       | Jornada 13      | Jornada 13 |
| Local              | Resultado  | Visitante              | Estadio          | Fecha           | Hora       |
| ------------------ | ---------- | ---------------------- | ---------------- | --------------- | ---------- |
| Titán              | 1 - 0      | San Pablo Municipal    | Titán            | 23 de diciembre | 15:00      |
| Destroyer          | 4 - 1      | Municipal              | Chilama          | 23 de diciembre | 15:00      |
| Marte Soyapango    | 4 - 1      | Santa Rosa Guachipilín | Jorgito Meléndez | 23 de diciembre | 15:00      |
| Descanso: Vendaval |            |                        |                  |                 |            |

| Jornada 14                       | Jornada 14 | Jornada 14 | Jornada 14       | Jornada 14      | Jornada 14 |
| Local                            | Resultado  | Visitante  | Estadio          | Fecha           | Hora       |
| -------------------------------- | ---------- | ---------- | ---------------- | --------------- | ---------- |
| Destroyer                        | 3 - 2      | Titán      | Chilama          | 27 de diciembre | 15:00      |
| San Pablo Municipal              | 3 - 1      | Municipal  | Valle Meza       | 27 de diciembre | 15:00      |
| Marte Soyapango                  | 5 - 0      | Vendaval   | Jorgito Meléndez | 27 de diciembre | 15:00      |
| Descanso: Santa Rosa Guachipilín |            |            |                  |                 |            |

### Grupo oriente
| Jornada 1         | Jornada 1 | Jornada 1            | Jornada 1                      | Jornada 1     | Jornada 1 |
| Local             | Resultado | Visitante            | Estadio                        | Fecha         | Hora      |
| ----------------- | --------- | -------------------- | ------------------------------ | ------------- | --------- |
| Platense          | 0 - 1     | Fuerte San Francisco | Complejo Deportivo Tecoluca    | 17 de octubre | 15:15     |
| Aspirante         | 2 - 1     | Ilopaneco            | Municipal de Jucuapa           | 18 de octubre | 15:00     |
| Cacahuatique      | 1 - 1     | Dragón               | Complejo Deportivo Chapeltique | 18 de octubre | 15:00     |
| Descanso: Liberal |           |                      |                                |               |           |

| Jornada 2            | Jornada 2 | Jornada 2    | Jornada 2           | Jornada 2     | Jornada 2 |
| Local                | Resultado | Visitante    | Estadio             | Fecha         | Hora      |
| -------------------- | --------- | ------------ | ------------------- | ------------- | --------- |
| Dragón               | 1 - 0     | Liberal      | José Eliseo Reyes   | 24 de octubre | 15:00     |
| Ilopaneco            | 3 - 2     | Cacahuatique | La Flor             | 24 de octubre | 15:00     |
| Fuerte San Francisco | 1 - 2     | Aspirante    | Luis Amílcar Moreno | 25 de octubre | 15:00     |
| Descanso: Platense   |           |              |                     |               |           |

| Jornada 3              | Jornada 3 | Jornada 3            | Jornada 3                   | Jornada 3      | Jornada 3 |
| Local                  | Resultado | Visitante            | Estadio                     | Fecha          | Hora      |
| ---------------------- | --------- | -------------------- | --------------------------- | -------------- | --------- |
| Liberal                | 0 - 1     | Fuerte San Francisco | Municipal de Quelepa        | 1 de noviembre | 15:00     |
| Aspirante              | 3 - 0     | Dragón               | Municipal de Jucuapa        | 1 de noviembre | 15:00     |
| Platense               | 4 - 1     | Ilopaneco            | Complejo Deportivo Tecoluca | 1 de noviembre | 15:15     |
| Descanso: Cacahuatique |           |                      |                             |                |           |

| Jornada 4            | Jornada 4 | Jornada 4    | Jornada 4              | Jornada 4       | Jornada 4 |
| Local                | Resultado | Visitante    | Estadio                | Fecha           | Hora      |
| -------------------- | --------- | ------------ | ---------------------- | --------------- | --------- |
| Fuerte San Francisco | 1 - 1     | Cacahuatique | Luis Amílcar Moreno    | 25 de noviembre | 15:00     |
| Ilopaneco            | 1 - 1     | Liberal      | La Flor                | 25 de noviembre | 15:00     |
| Dragón               | 1 - 3     | Platense     | Juan Francisco Barraza | 25 de noviembre | 15:00     |
| Descanso: Aspirante  |           |              |                        |                 |           |

| Jornada 5            | Jornada 5 | Jornada 5 | Jornada 5                  | Jornada 5       | Jornada 5 |
| Local                | Resultado | Visitante | Estadio                    | Fecha           | Hora      |
| -------------------- | --------- | --------- | -------------------------- | --------------- | --------- |
| Cacahuatique         | 3 - 0     | Liberal   | Centro Ecológico El Amaton | 15 de noviembre | 14:00     |
| Fuerte San Francisco | 1 - 0     | Ilopaneco | Luis Amílcar Moreno        | 15 de noviembre | 15:00     |
| Platense             | 1 - 0     | Aspirante | Topiltzín                  | 15 de noviembre | 15:00     |
| Descanso: Dragón     |           |           |                            |                 |           |

| Jornada 6                      | Jornada 6 | Jornada 6    | Jornada 6            | Jornada 6       | Jornada 6 |
| Local                          | Resultado | Visitante    | Estadio              | Fecha           | Hora      |
| ------------------------------ | --------- | ------------ | -------------------- | --------------- | --------- |
| Liberal                        | 0 - 4     | Platense     | Municipal de Quelepa | 19 de noviembre | 15:00     |
| Aspirante                      | 0 - 3     | Cacahuatique | Municipal de Jucuapa | 19 de noviembre | 15:00     |
| Ilopaneco                      | 1 - 2     | Dragón       | Joaquín Gutiérrez    | 19 de noviembre | 15:00     |
| Descanso: Fuerte San Francisco |           |              |                      |                 |           |

| Jornada 7            | Jornada 7 | Jornada 7 | Jornada 7                  | Jornada 7       | Jornada 7 |
| Local                | Resultado | Visitante | Estadio                    | Fecha           | Hora      |
| -------------------- | --------- | --------- | -------------------------- | --------------- | --------- |
| Cacahuatique         | 1 - 1     | Platense  | Centro Ecológico El Amaton | 22 de noviembre | 15:00     |
| Fuerte San Francisco | 1 - 2     | Dragón    | Luis Amílcar Moreno        | 22 de noviembre | 15:00     |
| Liberal              | 1 - 1     | Aspirante | Municipal de Quelepa       | 22 de noviembre | 15:00     |
| Descanso: Ilopaneco  |           |           |                            |                 |           |

| Jornada 8            | Jornada 8 | Jornada 8    | Jornada 8           | Jornada 8       | Jornada 8 |
| Local                | Resultado | Visitante    | Estadio             | Fecha           | Hora      |
| -------------------- | --------- | ------------ | ------------------- | --------------- | --------- |
| Ilopaneco            | 2 - 2     | Aspirante    | Joaquín Gutiérrez   | 29 de noviembre | 11:30     |
| Dragón               | 0 - 0     | Cacahuatique | José Eliseo Reyes   | 29 de noviembre | 14:00     |
| Fuerte San Francisco | 0 - 1     | Platense     | Luis Amílcar Moreno | 29 de noviembre | 15:00     |
| Descanso: Liberal    |           |              |                     |                 |           |

| Jornada 9          | Jornada 9 | Jornada 9            | Jornada 9                  | Jornada 9      | Jornada 9 |
| Local              | Resultado | Visitante            | Estadio                    | Fecha          | Hora      |
| ------------------ | --------- | -------------------- | -------------------------- | -------------- | --------- |
| Cacahuatique       | 2 - 2     | Ilopaneco            | Centro Ecológico El Amaton | 6 de diciembre | 15:00     |
| Aspirante          | 2 - 0     | Fuerte San Francisco | Municipal de Jucuapa       | 6 de diciembre | 15:00     |
| Liberal            | 3 - 1     | Dragón               | Municipal de Quelepa       | 6 de diciembre | 15:00     |
| Descanso: Platense |           |                      |                            |                |           |

| Jornada 10             | Jornada 10 | Jornada 10 | Jornada 10          | Jornada 10      | Jornada 10 |
| Local                  | Resultado  | Visitante  | Estadio             | Fecha           | Hora       |
| ---------------------- | ---------- | ---------- | ------------------- | --------------- | ---------- |
| Ilopaneco              | 1 - 1      | Platense   | La Flor             | 12 de diciembre | 14:00      |
| Dragón                 | 1 - 2      | Aspirante  | José Eliseo Reyes   | 12 de diciembre | 15:00      |
| Fuerte San Francisco   | 0 - 0      | Liberal    | Luis Amílcar Moreno | 13 de diciembre | 15:00      |
| Descanso: Cacahuatique |            |            |                     |                 |            |

| Jornada 11          | Jornada 11 | Jornada 11           | Jornada 11                 | Jornada 11      | Jornada 11 |
| Local               | Resultado  | Visitante            | Estadio                    | Fecha           | Hora       |
| ------------------- | ---------- | -------------------- | -------------------------- | --------------- | ---------- |
| Cacahuatique        | 1 - 1      | Fuerte San Francisco | Centro Ecológico El Amaton | 16 de diciembre | 15:00      |
| Liberal             | 3 - 1      | Ilopaneco            | Municipal de Quelepa       | 16 de diciembre | 15:00      |
| Platense            | 4 - 0      | Dragón               | Topiltzín                  | 16 de diciembre | 15:00      |
| Descanso: Aspirante |            |                      |                            |                 |            |

| Jornada 12       | Jornada 12 | Jornada 12           | Jornada 12           | Jornada 12      | Jornada 12 |
| Local            | Resultado  | Visitante            | Estadio              | Fecha           | Hora       |
| ---------------- | ---------- | -------------------- | -------------------- | --------------- | ---------- |
| Ilopaneco        | 1 - 5      | Fuerte San Francisco | La Flor              | 19 de diciembre | 15:00      |
| Aspirante        | 2 - 0      | Platense             | Municipal de Jucuapa | 19 de diciembre | 15:00      |
| Liberal          | 0 - 3      | Cacahuatique         | Municipal de Quelepa | 19 de diciembre | 15:00      |
| Descanso: Dragón |            |                      |                      |                 |            |

| Jornada 13                     | Jornada 13 | Jornada 13 | Jornada 13                 | Jornada 13      | Jornada 13 |
| Local                          | Resultado  | Visitante  | Estadio                    | Fecha           | Hora       |
| ------------------------------ | ---------- | ---------- | -------------------------- | --------------- | ---------- |
| Cacahuatique                   | 1 - 0      | Aspirante  | Centro Ecológico El Amaton | 23 de diciembre | 15:00      |
| Platense                       | 2 - 1      | Liberal    | Topiltzín                  | 23 de diciembre | 15:00      |
| Dragón                         | 1 - 2      | Ilopaneco  | José Eliseo Reyes          | 23 de diciembre | 15:00      |
| Descanso: Fuerte San Francisco |            |            |                            |                 |            |

| Jornada 14          | Jornada 14 | Jornada 14           | Jornada 14           | Jornada 14      | Jornada 14 |
| Local               | Resultado  | Visitante            | Estadio              | Fecha           | Hora       |
| ------------------- | ---------- | -------------------- | -------------------- | --------------- | ---------- |
| Platense            | 2 - 2      | Cacahuatique         | Topiltzín            | 27 de diciembre | 15:00      |
| Aspirante           | 3 - 3      | Liberal              | Municipal de Jucuapa | 27 de diciembre | 15:00      |
| Dragón              | 0 - 4      | Fuerte San Francisco | José Eliseo Reyes    | 27 de diciembre | 15:00      |
| Descanso: Ilopaneco |            |                      |                      |                 |            |

## Fase final
|  | Cuartos de final                      | Cuartos de final                      | Cuartos de final                      | Cuartos de final                      | Cuartos de final                      |       |    | Semifinales                            | Semifinales                            | Semifinales                            | Semifinales                            | Semifinales                            |  |    | Final       | Final       | Final       |  |
|  | 3 de enero (ida) 10 de enero (vuelta) | 3 de enero (ida) 10 de enero (vuelta) | 3 de enero (ida) 10 de enero (vuelta) | 3 de enero (ida) 10 de enero (vuelta) | 3 de enero (ida) 10 de enero (vuelta) |       |    | 17 de enero (ida) 24 de enero (vuelta) | 17 de enero (ida) 24 de enero (vuelta) | 17 de enero (ida) 24 de enero (vuelta) | 17 de enero (ida) 24 de enero (vuelta) | 17 de enero (ida) 24 de enero (vuelta) |  |    | 30 de enero | 30 de enero | 30 de enero |  |
|  |                                       |                                       |                                       |                                       |                                       |       |    |                                        |                                        |                                        |                                        |                                        |  |    |             |             |             |  |
|  |                                       |                                       |                                       |                                       |                                       |       |    |                                        |                                        |                                        |                                        |                                        |  |    |             |             |             |  |
|  | A1                                    | Destroyer                             | 3                                     | 1                                     | 4                                     |       |    |                                        |                                        |                                        |                                        |                                        |  |    |             |             |             |  |
|  | A1                                    | Destroyer                             | 3                                     | 1                                     | 4                                     |       |    |                                        |                                        |                                        |                                        |                                        |  |    |             |             |             |  |
|  | A4                                    | Titán                                 | 2                                     | 1                                     | 3                                     |       |    |                                        |                                        |                                        |                                        |                                        |  |    |             |             |             |  |
|  | A4                                    | Titán                                 | 2                                     | 1                                     | 3                                     |       | A1 | Destroyer                              | 1                                      | 3 (4)                                  | 4                                      |                                        |  |    |             |             |             |  |
|  |                                       |                                       |                                       |                                       |                                       |       | A1 | Destroyer                              | 1                                      | 3 (4)                                  | 4                                      |                                        |  |    |             |             |             |  |
|  |                                       |                                       | A2                                    | Marte Soyapango                       | 3                                     | 1 (2) | 4  |                                        |                                        |                                        |                                        |                                        |  |    |             |             |             |  |
|  | A2                                    | Marte Soyapango                       | A2                                    | Marte Soyapango                       | 3                                     | 1 (2) | 4  | 2                                      | 1 (5)                                  | 3                                      |                                        |                                        |  |    |             |             |             |  |
|  | A2                                    | Marte Soyapango                       |                                       |                                       |                                       |       |    |                                        |                                        | 3                                      |                                        |                                        |  |    |             |             |             |  |
|  | A3                                    | San Pablo Municipal                   | 1                                     | 2 (4)                                 | 3                                     |       |    |                                        |                                        |                                        |                                        |                                        |  |    |             |             |             |  |
|  | A3                                    | San Pablo Municipal                   | 1                                     | 2 (4)                                 | 3                                     |       |    |                                        |                                        |                                        |                                        |                                        |  | A1 | Destroyer   | 2 (5)       |             |  |
|  |                                       |                                       |                                       |                                       |                                       |       |    |                                        |                                        |                                        |                                        |                                        |  | A1 | Destroyer   | 2 (5)       |             |  |
|  |                                       |                                       | B1                                    | Platense                              | 2 (6)                                 |       |    |                                        |                                        |                                        |                                        |                                        |  |    |             |             |             |  |
|  | B1                                    | Platense                              | B1                                    | Platense                              | 2 (6)                                 | 1     | 0  | 1                                      |                                        |                                        |                                        |                                        |  |    |             |             |             |  |
|  | B1                                    | Platense                              |                                       |                                       |                                       |       |    |                                        |                                        |                                        |                                        |                                        |  |    |             |             |             |  |
|  | B4                                    | Aspirante                             | 0                                     | 0                                     | 0                                     |       |    |                                        |                                        |                                        |                                        |                                        |  |    |             |             |             |  |
|  | B4                                    | Aspirante                             | 0                                     | 0                                     | 0                                     |       | B1 | Platense                               | 2                                      | 1                                      | 3                                      |                                        |  |    |             |             |             |  |
|  |                                       |                                       |                                       |                                       |                                       |       | B1 | Platense                               | 2                                      | 1                                      | 3                                      |                                        |  |    |             |             |             |  |
|  |                                       |                                       | B2                                    | Cacahuatique                          | 1                                     | 1     | 2  |                                        |                                        |                                        |                                        |                                        |  |    |             |             |             |  |
|  | B2                                    | Cacahuatique                          | B2                                    | Cacahuatique                          | 1                                     | 1     | 2  | 0                                      | 2                                      | 2                                      |                                        |                                        |  |    |             |             |             |  |
|  | B2                                    | Cacahuatique                          |                                       |                                       |                                       |       |    |                                        |                                        | 2                                      |                                        |                                        |  |    |             |             |             |  |
|  | B3                                    | Fuerte San Francisco                  | 1                                     | 0                                     | 1                                     |       |    |                                        |                                        |                                        |                                        |                                        |  |    |             |             |             |  |
|  | B3                                    | Fuerte San Francisco                  | 1                                     | 0                                     | 1                                     |       |    |                                        |                                        |                                        |                                        |                                        |  |    |             |             |             |  |
|  |                                       |                                       |                                       |                                       |                                       |       |    |                                        |                                        |                                        |                                        |                                        |  |    |             |             |             |  |

### Cuartos de final

#### Destroyer - Titán
| 3 de enero, 15:00 | Titán | 2 - 3 | Destroyer | Estadio Titán, Texistepeque, Santa Ana |  |

| 10 de enero, 14:30 | Destroyer | 1 - 1 (Global 4 - 3) | Titán | Estadio Chilama, Puerto de La Libertad, La Libertad |  |

#### Marte Soyapango - San Pablo Municipal
| 3 de enero, 15:00 | Marte Soyapango | 2 - 1 | San Pablo Municipal | Cancha Jorgito Meléndez, Soyapango, San Salvador |  |

| 10 de enero, 14:30 | San Pablo Municipal | 2 - 1 (4 - 5 p.)(Global 3 - 3) | Marte Soyapango | Estadio Valle Meza, San Pablo Tacachico, La Libertad |  |

#### Platense - Aspirante
| 3 de enero, 15:00 | Aspirante | 0 - 1 | Platense | Estadio Sergio Torres Rivera, Usulután, Usulután |  |

| 10 de enero, 14:30 | Platense | 0 - 0 (Global 1 - 0) | Aspirante | Estadio Sergio Torres Rivera, Usulután, Usulután |  |

#### Cacahuatique - Fuerte San Francisco
| 3 de enero, 15:00 | Fuerte San Francisco | 1 - 0 | Cacahuatique | Estadio Luis Amílcar Moreno, San Francisco Gotera, Morazán |  |

| 10 de enero, 15:00 | Cacahuatique | 2 - 0 (Global 2 - 1) | Fuerte San Francisco | Centro Ecológico El Amaton, Ciudad Barrios, San Miguel |  |

### Semifinales

#### Destroyer - Marte Soyapango
| 17 de enero, 15:00 | Marte Soyapango | 3 - 1 | Destroyer | Cancha Jorgito Meléndez, Soyapango, San Salvador |  |

| 24 de enero, 14:00 | Destroyer | 3 - 1 (4 - 2 p.)(Global 4 - 4) | Marte Soyapango | Estadio Chilama, Puerto de La Libertad, La Libertad |  |

#### Platense - Cacahuatique
| 17 de enero, 15:00 | Cacahuatique | 1 - 2 | Platense | Centro Ecológico El Amaton, Ciudad Barrios, San Miguel |  |

| 24 de enero, 14:30 | Platense | 1 - 1 (Global 2 - 1) | Cacahuatique | Estadio Cuscatlán, San Salvador, San Salvador |  |

### Final
| 30 de enero, 14:30 | Destroyer                                                                                                | 2 - 2 (5 : 6 p.)           | Platense                                                                                              | Estadio Cuscatlán, San Salvador, San Salvador              |                                                            |
|                    | Jonathan Nolasco 39' · Jefferson Viveros 74'                                                             | Reporte                    | 15' Wilber Arizala · 70' Camilo Delgado                                                               | Asistencia: 5 000 espectadores Árbitro(s): Geovanni Chávez | Asistencia: 5 000 espectadores Árbitro(s): Geovanni Chávez |
|                    | | Tiros desde el punto penal | |                                                            |                                                            |
|                    | Jefferson Viveros · Álvaro Arevalo · Reynaldo Carpio · Christian Martínez · Edgar Medrano · Denis García |                            | Camilo Delgado · Steven González · Wilbert Arizala · Antonio Ruíz · Jonathan Aguilar · Bryan Martínez |                                                            |                                                            |

|                             |
| Campeón Platense 2.° título |